# Éric Alégret
Pas d'image ? Cliquez ici

a Compétitions nationales et continentales officielles uniquement.

Éric Alégret (dit Coco) est un joueur français de rugby à XV du CA Brive né le 2 août 1965 à Sarlat.

## Biographie
Né à Sarlat, il arrive à Brive à l'âge de deux ans et commence le rugby en cadet du CA Brive.
À 18 ans il débute en senior qui se compose entre autres de Jean-Luc Joinel, Jacques Genois, Jean-Pierre Dalès, Pierre Chadebech, Jean-François Thiot, Rodolphe Modin. 
Le 25 janvier 1997, il joue avec le CA Brive la finale de la Coupe d'Europe (première édition avec les clubs anglais) à l'Arms Park de Cardiff face au Leicester Tigers, les brivistes s'imposent 28 à 9 et deviennent les deuxièmes champions d'Europe de l'histoire après le Stade toulousain en 1996. La saison suivante, il revient en finale avec le CA Brive au Parc Lescure de Bordeaux face à Bath mais les Anglais s'imposent 19 à 18.
Avec son 1,93 m et ses 104 kg, Éric Alégret fut le seconde ligne « inamovible » du club.
Il fut ensuite le coentraîneur (chargé des avants) de Brive de 2001 à 2005, aux côtés de Didier Faugeron. Il est celui exclusif du CA Sarlat cette saison[Quand ?]. Avec son coéquipier le pilier droit Richard Crespy, il possède le plus beau palmarès individuel au sein du club briviste.

## Carrière de joueur
- 1984-2001 CA Brive

## Carrière d'entraineur
- CA Sarlat
- CA Brive

## Palmarès
Avec le CA Brive
- Championnat de France de première division :
  - Vice-champion (1) : 1996
- Challenge Yves du Manoir :
  - Vainqueur (1) : 1996
- Coupe d'Europe de rugby à XV :
  - Vainqueur (1) : 1997 à Cardiff face à Leicester Tigers
  - Finaliste (1) : 1998
- Coupe de France :
  - Finaliste (1) : 2000